# Jaskinia Kapowa
Jaskinia Kapowa (ros. Капова пещера), Szulgan-Tasz (basz. Шүлгәнташ) – jaskinia krasowa położona na Uralu Południowym w Rosji, w Baszkortostanie, nad brzegiem rzeki Biełaja, w Rezerwacie przyrody „Szulgan-Tasz”, około 200 km na południowy wschód od Ufy. Stanowisko archeologiczne z późnopaleolitycznymi malowidłami jaskiniowymi.
Jaskinia ma 2,6 km długości, deniwelacja wynosi 103 m. Składa się z dwóch pięter, na dolne prowadzi korytarz o długości 300 m, na górny można się dostać pionowym kominem krasowym o wysokości 29 m. Po raz pierwszy została opisana w 1760 roku przez Piotra Ryczkowa, badania archeologiczne rozpoczął w latach 60. XX wieku Otto Bader. Na obydwu piętrach jaskini znajduje się ponad 50 malowideł naskalnych, odkrytych w 1959 roku przez A. Riumina. Częściowo zatarte rysunki, wykonane czerwonym lub czarnym barwnikiem, przedstawiają faunę plejstoceńską (mamuty, konie, żubry, nosorożce włochate), a także abstrakcyjne znaki geometryczne i prawdopodobnie wizerunki ludzkie. 
W trakcie eksploracji jaskini odkryto ślady ognisk oraz szczątki zwierzęce: kieł mamuta, kości niedźwiedzi jaskiniowych, lisów, zajęcy. Ubogi materiał archeologiczny, odkryty w warstwie datowanej metodą radiowęglową na 14680–13930 lat temu, obejmuje zabytki kamienne w postaci nieretuszowanych wiórów, wiórki tylcowe typu epigraweckiego i fragment naczynia z wypalonej gliny – prawdopodobnie lampki lub pojemnika na barwniki malarskie. W 2009 roku odnaleziona została także czaszka dziecka płci żeńskiej. 

## Galeria

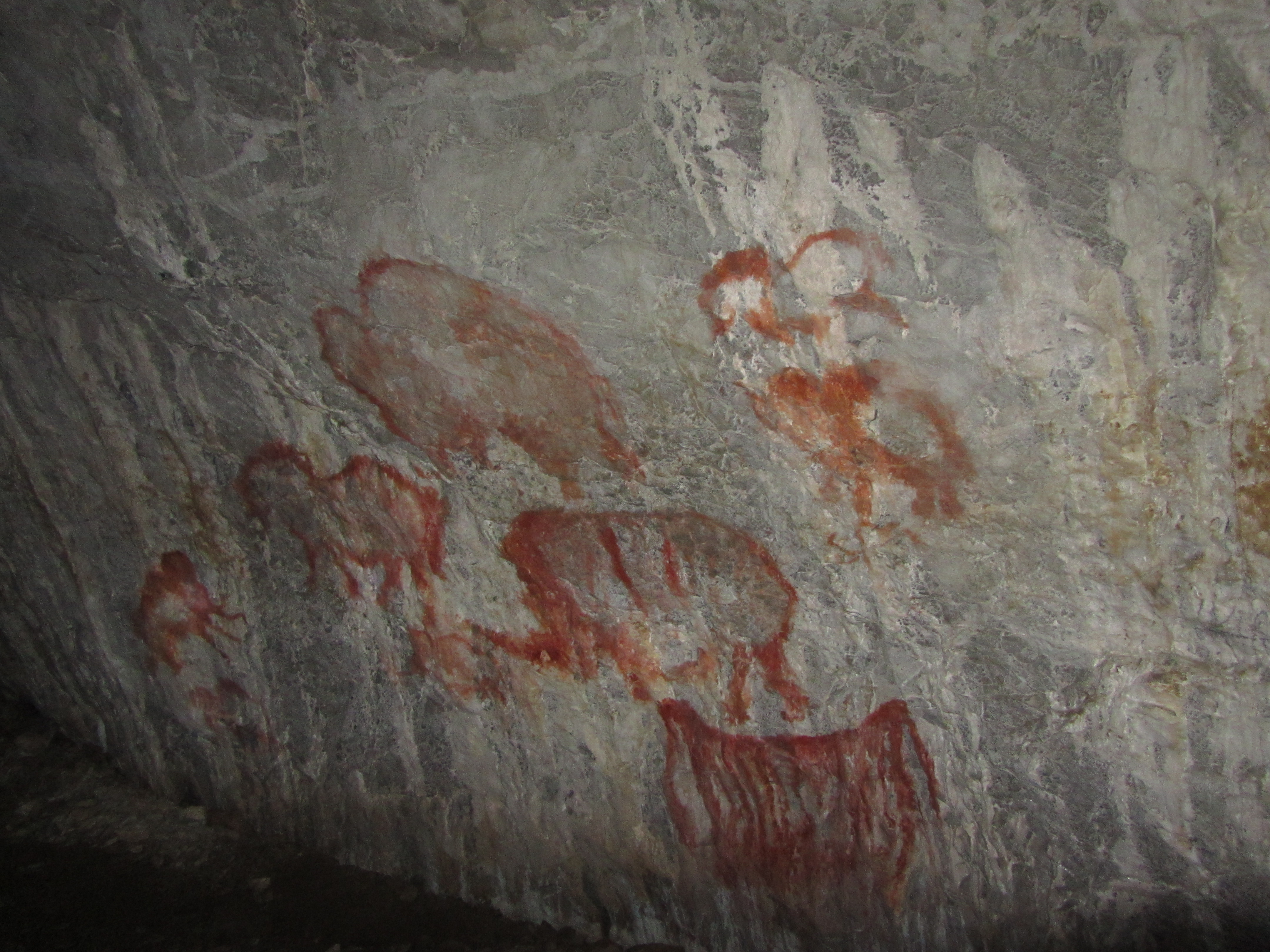
Malowidła z jaskini
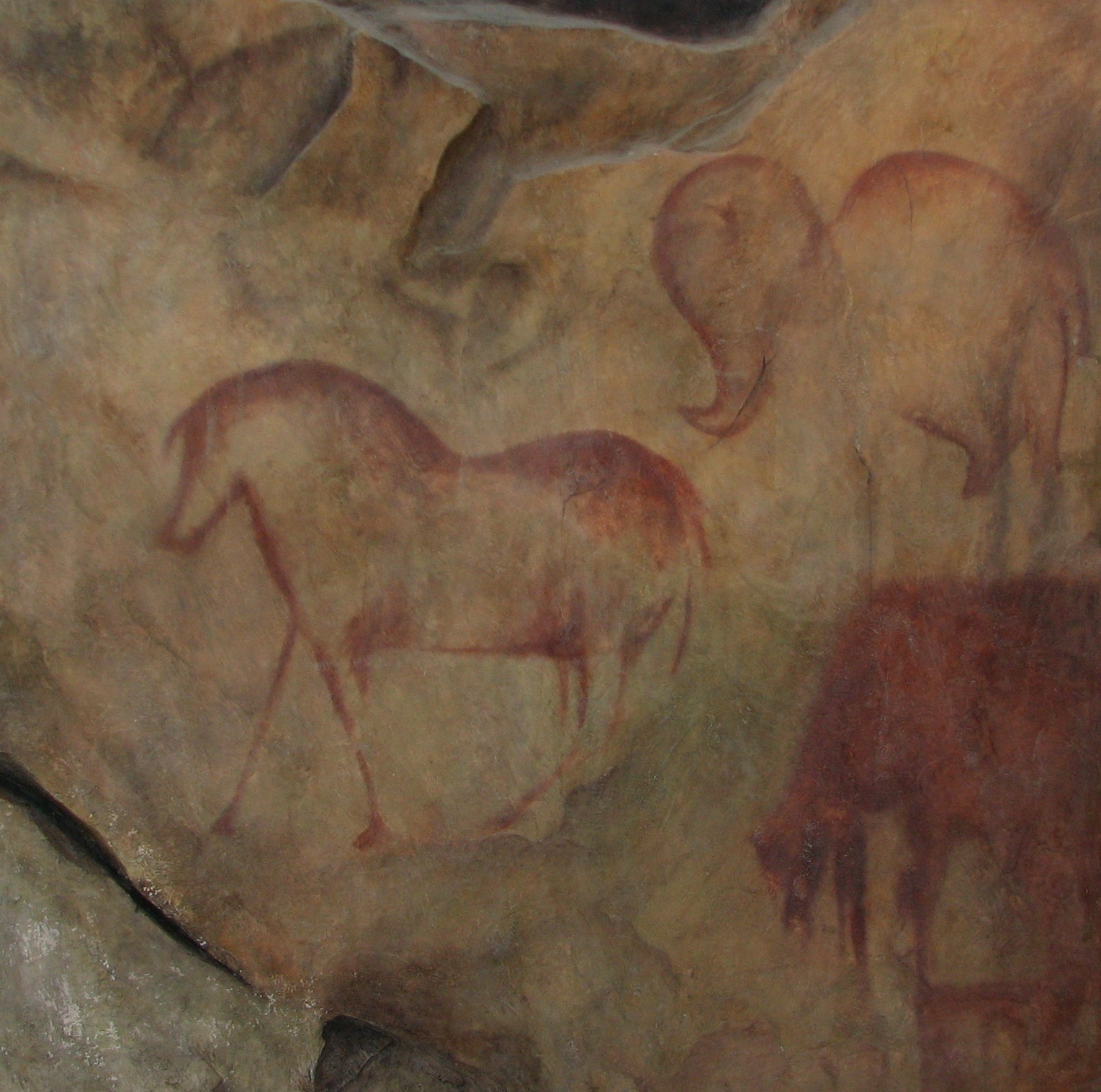
Replika malowideł naskalnych z jaskini